# Magura Glacier
Magura Glacier är en glaciär i Antarktis. Den ligger i Sydshetlandsöarna. Argentina, Chile och Storbritannien gör anspråk på området. Magura Glacier ligger 127 meter över havet.
Terrängen runt Magura Glacier är varierad. Havet är nära Magura Glacier åt sydost. Trakten är glest befolkad. Närmaste befolkade plats är St. Kliment Ohridski Base, 18,5 kilometer väster om Magura Glacier. 